# جاش کلی (بازیکن فوتبال)
جاش کلی (انگلیسی: Josh Coley؛ زادهٔ ۲۴ ژوئیهٔ ۱۹۹۸) بازیکن فوتبال است.
از باشگاه‌هایی که در آن بازی کرده‌است می‌توان به باشگاه فوتبال نوریچ سیتی اشاره کرد.